# Seuneubok Saboh
Seuneubok Saboh is een bestuurslaag in het regentschap Aceh Timur van de provincie Atjeh, Indonesië. Seuneubok Saboh telt 549 inwoners (volkstelling 2010).